# Bahnhof Hagen-Oberhagen
Der Haltepunkt Hagen-Oberhagen, ehemals Bahnhof Oberhagen, ist ein zum Haltepunkt zurückgebauter ehemaliger Bahnhof im Stadtteil Oberhagen von Hagen. Er liegt an der Volmetalbahn von Hagen nach Gummersbach-Dieringhausen.

## Geschichte und Beschreibung

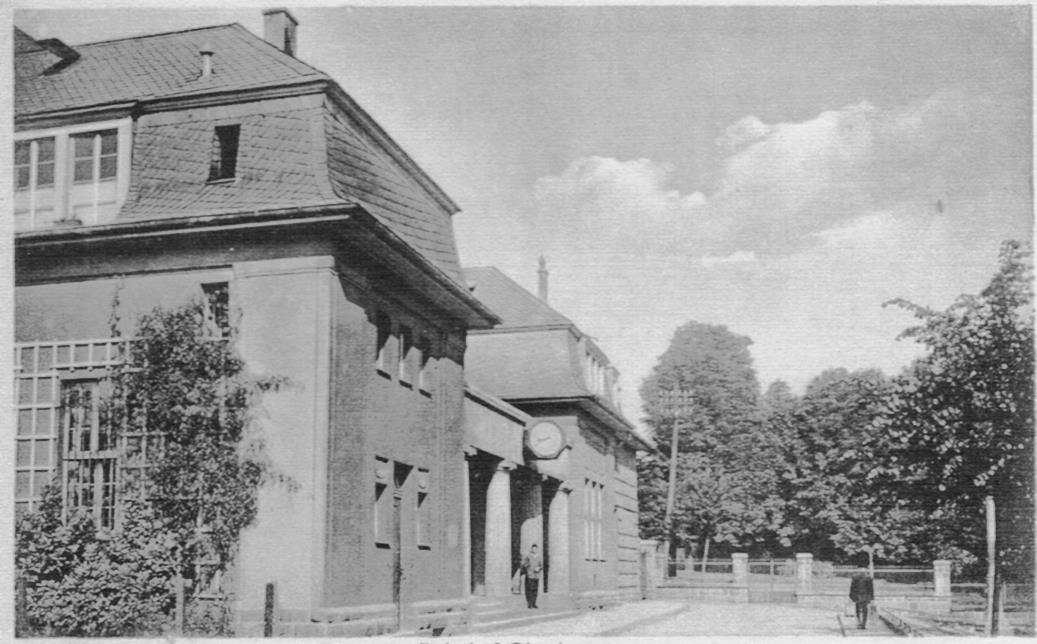
Altes Empfangsgebäude (um 1925)

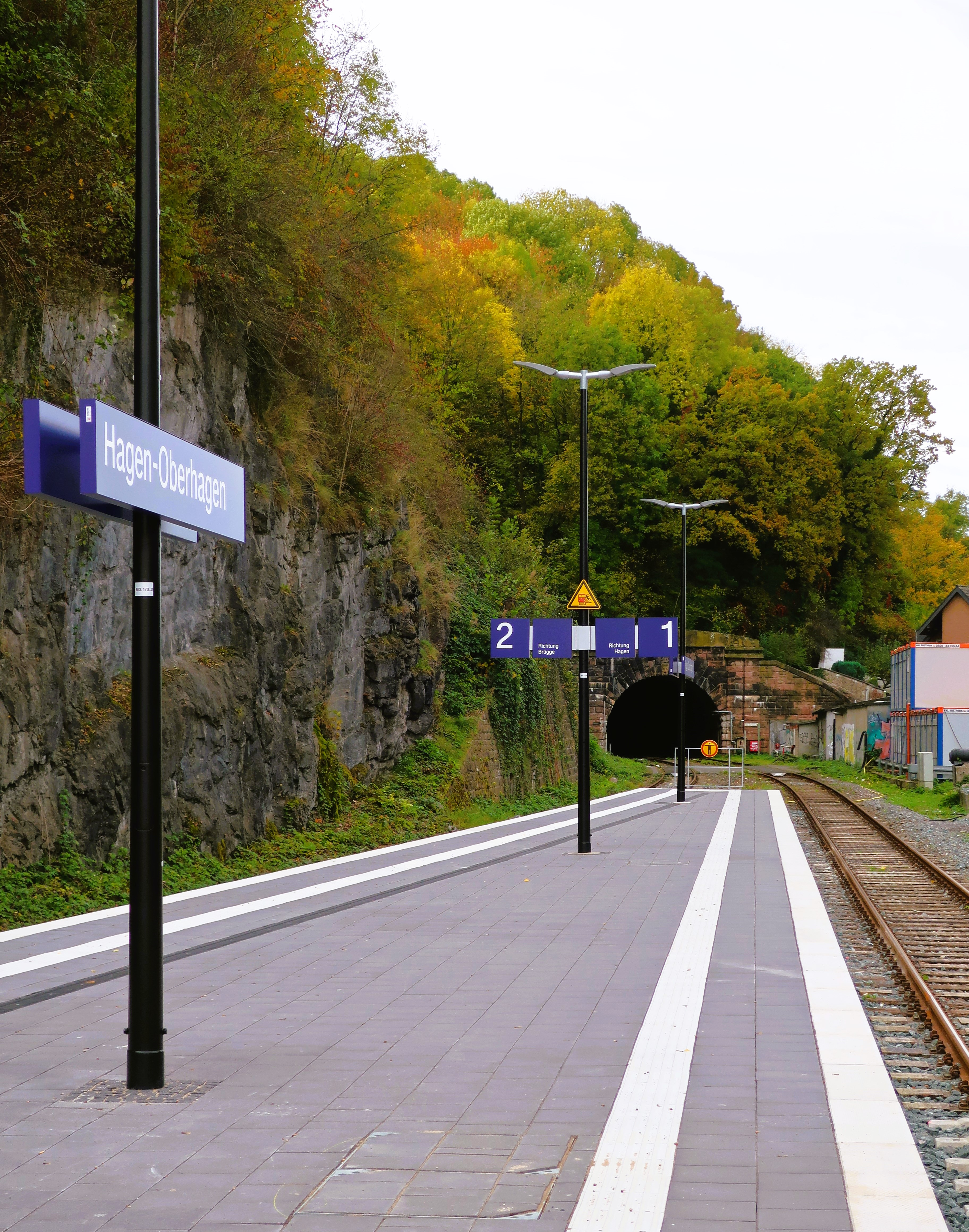
Erneuerter Bahnsteig vor dem Portal des Goldbergtunnels (Oktober 2024)

Der Bahnhof wurde als Teil der Bahnstrecke Hagen–Dieringhausen gebaut und 1871 eröffnet. In den Jahren 1906 bis 1910 wurde die Strecke zwischen Hagen Hauptbahnhof und Oberhagen durch den Bau des Goldbergtunnels neu trassiert und dabei der Bahnhof neu errichtet. Das Empfangsgebäude von 1910 wurde im Zweiten Weltkrieg teilzerstört, vereinfacht wiederaufgebaut und später abgerissen.
Eine Besonderheit des Bahnhofs Oberhagen war dessen Güterbahnhof, der nordöstlich des Bahnsteigs lag. Da zwischen der Bahntrasse und den angrenzenden Straßen ein deutlicher Höhenunterschied besteht, lagen die Gleise für den Güterverkehr auf zwei Ebenen; die Ladegleise auf dem niedrigeren Straßenniveau wurden über eine Spitzkehre erreicht. Nach der Einstellung des Güterverkehrs wurden die entsprechenden Anlagen abgebaut.
Im Juli 2024 begannen am Bahnsteig Bauarbeiten für dessen Sanierung. Er wurde auf einer Länge von 120 Metern auf eine Bahnsteighöhe von 76 cm erhöht, um einen stufenfreien Zustieg in die Züge zu ermöglichen. Hinzu kommen zwei Wetterschutzhäuser und eine Treppenhausüberdachung. Ferner erfolgt der Rückbau des alten Gepäcktunnels sowie der Neubau der Personenunterführung und der Treppe. Die Deutsche Bahn und der VRR investieren insgesamt über zwölf Millionen Euro in die Erneuerung.